# Gnathophis microps
Gnathophis microps és una espècie de peix pertanyent a la família dels còngrids.

## Hàbitat
És un peix marí i batidemersal que viu entre 200 i 320 m de fondària.

## Distribució geogràfica
Es troba a l'Índic oriental: Austràlia Occidental.

## Observacions
És inofensiu per als humans.